# Charles Haughey
Charles Haughey (Castlebar, 16 de septiembre de 1925 - Dublín, 13 de junio de 2006) fue un político irlandés que ejerció el cargo de primer ministro en cuatro mandatos diferentes, en una carrera eclipsada por los escándalos políticos. Falleció el 13 de junio de 2006 en su casa a los 80 años de edad, rodeado de su familia y tras una larga batalla contra el cáncer.
Adorado y despreciado, Haughey presidió el Gobierno en cuatro mandatos al frente del partido más popular de Irlanda, el Fianna Fáil. En sus dos primeras legislaturas, entre 1979 y 1982, el país quedó al borde de la bancarrota. En los dos siguientes, entre 1987 y 1992, rebajó drásticamente el gasto público.
Por primera vez, siendo el primer ministro de Irlanda, fue designado Presidente del Consejo Europeo desde el 11 de diciembre de 1979 hasta el 31 de diciembre de 1979, sucediendo al hasta entonces primer ministro, Jack Lynch y fue sustituido por Francesco Cossiga.
En 1979, el líder del opositor Fine Gael, Garret FitzGerald, acusó a Haughey de tener una "desmesurada ambición, un deseo de dominar por sí mismo el Estado".
Durante el primer semestre de 1990, siendo el primer ministro de Irlanda, volvió a ser el presidente de turno del Consejo Europeo. Le precedió François Mitterrand y le sustituyó Giulio Andreotti.
Fue tío abuelo de la nadadora hongkonesa Siobhan Haughey.